# Staňkov (district de Jindřichův Hradec)
Pour les articles homonymes, voir Staňkov.
Staňkov (en allemand : Stankau) est une commune du district de Jindřichův Hradec, dans la région de Bohême-du-Sud, en République tchèque. Sa population s'élevait à 203 habitants en 2020.

## Géographie
Staňkov se trouve à 14 km à l'est-sud-est de Třeboň, à 19 km au sud-sud-est de Jindrichuv Hradec, à 35 km à l'est de České Budějovice et à 128 km au sud-sud-est de Prague.
La commune est limitée par Stráž nad Nežárkou au nord, par l'Autriche à l'est, par Rapšach au sud par Chlum u Třeboně à l'ouest.

## Histoire
La première mention écrite de la localité date de 1654.